# Napothera pasquieri
Napothera pasquieri (лат.) (ранее Rimator pasquieri) — вид птиц из семейства земляных тимелий. Подвидов не выделяют.

## Название
Видовое название присвоено этим птицам в честь Пьера Марии Антуана Паскьера (Pierre Marie Antoine Pasquier) (1877—1934), генерал-губернатора Французского Индокитая.

## Распространение
Эндемики Вьетнама. Живут в вечнозелёных широколиственных и бамбуковых лесах в северной части страны на высоте примерно 1220—2000 м.

## Описание
Длина тела 11-12 см. Маленькие, почти бесхвостые в коричневую полоску птицы с очень длинными, слегка изогнутыми вниз клювами. Горло ярко-белое. Макушка, затылок и сторона головы темно-рыжевато-коричневые с нечеткими желтовато-коричневыми прожилками, длинное оперение на спине, темно-коричневое и с длинными желтовато-коричневыми прожилками, которые становятся нечеткими на пушистом темно-рыжеватом крупе, верхняя часть крыла и хвост простые темно-рыжевато-коричневые; «лицо» (уздечка, надбровная область, щеки, кроющие ушей) немного светлее, более коричневого цвета, чем макушка, подмышечная полоса темно-коричневая; подбородок, скуловая область и горло чисто-белые, с четко выраженным горизонтальным разрывом до темно-коричневого с коричневым оттенком снизу; длинные беловато-охристые древовидные прожилки на удлиненных перьях груди и боков, более гладкие внизу середины нижней части тела, более коричневые по бокам, с темно-коричневыми бедрами и перемычкой; цвет радужных оболочек коричневый; верхняя часть клюва черноватая, нижняя — сероватая; ноги коричневые. Отличаются от представителей в целом весьма похожего вида Napothera malacoptilus (ранее в роде Rimator) чистыми белыми подбородком и горлом, включая скуловую область и область под короткой подмышечной полосой, имеют гладкие коричневые кроющие уши, более белые середины длинных перьев на нижней стороне тела, темно-коричневые бедра и низ и немного более длинные клюв и ноги. Самцы и самки похожи. Неполовозрелые особи, по всей видимости, не описаны.